# Víktor Sanéiev
Víktor Danílovich Sanéiev, en ruso Ви́ктор Дани́лович Сане́ев,(Sujumi, República Socialista Soviética de Georgia, Unión Soviética, 3 de octubre de 1945 - Sídney, Australia, 3 de enero de 2022) fue un atleta y medallista olímpico soviético y georgiano, nacionalizado australiano especialista en triple salto que fue tres veces campeón olímpico de esta prueba (México 1968, Múnich 1972 y Montreal 1976), además de subcampeón en Moscú 1980. También batió el récord mundial en varias ocasiones, tanto al aire libre como en pista cubierta.

## Biografía

### México 1968
Su salto a la élite internacional se produjo en 1967, cuando en la Copa de Europa de Kiev batió a algunos de los triplistas más importantes del momento, incluyendo al plusmarquista mundial Jozef Schmidt. Ese año acabó 6º del ranking mundial con 16,67.
Su consagración llegó en los Juegos Olímpicos de México 1968. En la fase de calificación el italiano Giuseppe Gentile había establecido un nuevo récord mundial con 17,10. Al día siguiente en la final, Gentile volvió a batir el récord mundial en su primer salto con 17,22. Pero Sanéiev sorprendió a todos en su tercer salto logrando una marca de 17,23 que le colocaba líder de la prueba. Poco más tarde el brasileño Nelson Prudencio se colocó primero al lograr 17,27 en su quinto salto. Cuando parecía que Prudencio sería el ganador, Sanéiev voló en su sexto y último intento hasta unos increíbles 17,39, obteniendo así la medalla de oro y el récord mundial.
A lo largo de la final se batió en cuatro ocasiones el récord mundial, por lo que muchos la consideran la mejor competición de triple salto jamás disputada.
Sanéiev siguió dominando esta prueba en los años sucesivos. En 1969 logró su primer Campeonato de Europa al aire libre en Atenas con un gran salto de 17,34 aunque conseguido con viento excesivamente favorable.
En 1970 ganó en Viena su primer Campeonato de Europa en pista cubierta, batiendo además el récord mundial con 16,95. En los años sucesivos ganó cinco veces más esta competición (1971, 72, 75, 76 y 77)
En los Campeonatos de Europa al aire libre de Helsinki 1971 sufrió una inesperada derrota a manos del alemán oriental Jorg Drehmel, que saltó 17,16 por solo 17,10 de Sanéiev. Además, dos semanas más tarde el cubano Pedro Pérez le arrebataba el récord mundial al saltar 17,40 en los Juegos Panamericanos de Cali.

### Múnich 1972
En los Juegos Olímpicos de Múnich 1972 se esperaba un gran duelo entre Sanéiev, Drehmel y Pérez, los tres mejores triplistas del mundo. Pérez sufrió una lesión y no logró clasificarse para la final. La final se disputó el 4 de septiembre, y en su primer salto Sanéiev logró una gran marca de 17,35 que ya nadie pudo superar en el resto de la competición. Jörg Drehmel fue segundo con 17,31 y el brasileño Nelson Prudencio tercero con 17,05. De esta forma Sanéiev ganó su segunda medalla de oro olímpica consecutiva. 
El 17 de octubre de ese mismo año, logró en su ciudad natal de Sujumi recuperar el récord mundial saltando 17,44, que sería la mejor marca de toda su vida.
En 1974 se proclamó en Roma campeón de Europa al aire libre por segunda vez en su carrera, con un salto de 17,23, más de medio metro por encima del segundo clasificado, el rumano Carol Corbu (16,68).

### Montreal 1976
En 1975 apareció una nueva estrella en esta especialidad, el brasileño Joao Carlos de Oliveira, que en octubre de ese año arrebató a Sanéiev el récord mundial al saltar unos increíbles 17,89 en Ciudad de México.
Ambos se enfrentaron al año siguiente en los Juegos Olímpicos de Montreal 1976. En principio Oliveira partía como favorito, pero nuevamente Sanéiev demostró su gran capacidad competitiva alzándose con su tercera medalla de oro olímpica consecutiva, algo que nadie había conseguido antes en esta prueba, con un salto de 17,29. El estadounidense James Butts ganó la plata con 17,18, mientras que el favorito Oliveira decepcionó quedando tercero con 16,90.
En los años siguientes Sanéiev tuvo numerosos problemas físicos que mermaron bastante su rendimiento. En 1977 no logró saltar por encima de los 17 metros, algo que no le ocurría desde hacía diez años. En los Campeonatos de Europa al aire libre de Praga 1978 fue derrotado por el desconocido yugoslavo Milos Srejovic por tan solo un centímetro de diferencia (16,94 por 16,93)

### Moscú 1980
En 1980, ya con 34 años, participó en los Juegos Olímpicos de Moscú, donde intentaría igualar la hazaña del discóbolo estadounidense Al Oerter de ganar cuatro oros consecutivos en la misma prueba. En la final disputada el 25 de julio en el Estadio Lenin, tuvo una brillante actuación y logró en su último intento un salto de 17,24, su mejor registro desde hacía cuatro años, pero no fue suficiente para vencer a su compatriota Jaak Uudmäe, que ganó la medalla de oro con 17,35. Sanéiev tuvo que conformarse con la plata, mientras que el bronce fue para el brasileño Oliveira (17,22), que repetía así el puesto de Montreal 76

### Retirada
Tras los Juegos de Moscú se retiró del atletismo, aunque siguió vinculado al deporte como entrenador; primero en el Dinamo Tbilisi de su Georgia natal y, posteriormente, en Australia, donde residió hasta su muerte el 3 de enero de 2022.
A lo largo de su carrera Sanéiev fue condecorado con la Orden de la Bandera Roja del Trabajo (1969), la Orden de Lenin (1972) y la Orden de la Amistad entre los Pueblos (1976).

## Resultados
| Año  | Competición                 | Lugar         | Puesto | Marca |
| ---- | --------------------------- | ------------- | ------ | ----- |
| 1968 | Juegos Olímpicos            | México        | 1º     | 17,39 |
| 1969 | Campeonato de Europa        | Atenas        | 1º     | 17,34 |
| 1970 | Campeonato de Europa Indoor | Viena         | 1º     | 16,95 |
| 1971 | Campeonato de Europa        | Helsinki      | 2º     | 17,10 |
| 1971 | Campeonato de Europa Indoor | Sofía         | 1º     | 16,83 |
| 1972 | Campeonato de Europa Indoor | Grenoble      | 1º     | 16,97 |
| 1972 | Juegos Olímpicos            | Múnich        | 1º     | 17,35 |
| 1974 | Campeonato de Europa        | Roma          | 1º     | 17,23 |
| 1975 | Campeonato de Europa Indoor | Katowice      | 1º     | 17,01 |
| 1976 | Campeonato de Europa Indoor | Múnich        | 1º     | 17,10 |
| 1976 | Juegos Olímpicos            | Montreal      | 1º     | 17,29 |
| 1977 | Campeonato de Europa Indoor | San Sebastián | 1º     | 16,65 |
| 1978 | Campeonato de Europa        | Praga         | 2º     | 16,93 |
| 1980 | Juegos Olímpicos            | Moscú         | 2º     | 17,24 |

## Récords del mundo

### Al aire libre
- 17,23 (C. de México, 17 de octubre de 1968)
- 17,39 (C. de México, 17 de octubre de 1968)
- 17,44 (Sujumi, 17 de octubre de 1972)

### En pista cubierta
- 16,95 (Viena, 15 de marzo de 1970)
- 16,97 (Grenoble, 11 de marzo de 1972)
- 17,10 (Moscú, 2 de febrero de 1976)
- 17,16 (Moscú, 2 de febrero de 1976)